# Samuel Muturi Mugo
Samuel Muturi Mugo (* 2. Mai 1986) ist ein kenianischer Marathonläufer.
2006 wurde er Zweiter beim Kagawa-Marugame-Halbmarathon in 1:02:14 h, und 2007 belegte er denselben Platz beim Köln-Marathon in 2:11:27 h. 2008 steigerte er sich als Vierter beim Tiberias-Marathon auf 2:11:15 und als Sieger des Porto-Marathons auf 2:11:08.
2009 brach er beim Xiamen-Marathon mit 2:08:51 den sechs Jahre alten Streckenrekord und siegte beim Peking-Marathon in 2:08:20.

## Persönliche Bestzeiten
- 5000 m: 13:24,92 min, 27. Mai 2006, Nobeoka
- 10.000 m: 27:35,55 min, 24. April 2005, Kōbe
- Halbmarathon: 1:02:06 h, 28. März 2009, Azpeitia
- Marathon: 2:08:20 h, 18. Oktober 2009, Peking